# Poyntingov vektor
Poyntingov véktor (ali tudi Umov-Poyntingov vektor [pójtingov ~/úmov-pójtingov ~]; označba {\displaystyle {\vec {\mathcal {P}}}} ali {\displaystyle {\vec {\mathbf {S} }}}) je v fiziki vektorska količina in predstavlja smer in velikost energijskega toka elektromagnetnega polja. Imenuje se po angleškem fiziku Johnu Henryju Poyntingu, ki ga je leta 1884 uvedel. Določen je kot:
{\displaystyle {\vec {\mathcal {P}}}={\vec {\mathbf {E} }}\times {\vec {\mathbf {H} }}\!\,.}
Tako je izvorno zapisal vektor tudi Poynting sam in takšno obliko pogosto imenujejo Abrahamova oblika. Tu sta {\displaystyle {\vec {\mathbf {E} }}} jakost električnega polja in {\displaystyle {\vec {\mathbf {H} }}} jakost magnetnega polja. (Vse krepke črke predstavljajo vektorje.) Gostoto energijskega toka (v W/m2) izračunamo kot časovno povprečje Poyntingovega vektorja:
{\displaystyle j={\overline {\mathcal {P}}}\!\,.}
Včasih rabijo drugo definicijo z jakostjo električnega polja {\displaystyle {\vec {\mathbf {E} }}} in gostoto magnetnega polja {\displaystyle {\vec {\mathbf {B} }}}. V obliki Minkowskega sta gostota električnega polja {\displaystyle {\vec {\mathbf {D} }}} in gostota magnetnega polja {\displaystyle {\vec {\mathbf {B} }}}. S količinama {\displaystyle {\vec {\mathbf {D} }}} in {\displaystyle {\vec {\mathbf {H} }}} je moč zapisati Poyntingov vektor v četrti obliki. Izbira količin je sporna. Pfeifer idr. lepo povzamejo stoletja dolg spor med zagovorniki Abrahamove oblike in oblike Minkowskega. Druga definicija je smiselna, ker sta {\displaystyle {\vec {\mathbf {E} }}} in {\displaystyle {\vec {\mathbf {B} }}} osnovni količini.
Poyntingov vektor sta neodvisno odkrila tudi Oliver Heaviside in Nikolaj Aleksejevič Umov (1874). Umov je podal obliko vektorja za energijski tok v kapljevinasti in elastični snovi v popolnoma splošnem smislu. Poyntingovo delo s tega področja je bilo prvič objavljeno leta 1884.

## Interpretacija
Poyntingov vektor se pojavlja v Poyntingovem izreku, zakonu o ohranitvi energije:
{\displaystyle {\frac {\partial u}{\partial t}}+\mathbf {\nabla } \cdot {\vec {\mathcal {P}}}=-{\vec {\mathbf {j} }}_{\rm {f}}\cdot {\vec {\mathbf {E} }},}
kjer je {\displaystyle {\vec {\mathbf {j} }}_{\rm {f}}} gostota električnega toka prostih nabojev, {\displaystyle u\!\,} pa elektromagnetna gostota energijskega toka:
{\displaystyle u={\frac {1}{2}}\left({\vec {\mathbf {E} }}\cdot {\vec {\mathbf {D} }}+{\vec {\mathbf {B} }}\cdot {\vec {\mathbf {H} }}\right)\!\,.}
Prvi člen na desni strani predstavlja čisti elektromagnetni energijski tok v majhno prostornino, drugi člen pa odšteti del dela prostih električnih tokov, ki se niso nujno pretvorili v elektromagnetno energijo (disipacija, toplota). Pri tej deiniciji mejni električni tokovi niso vključeni v ta člen, in namesto tega prispevajo k {\displaystyle {\vec {\mathcal {P}}}} in {\displaystyle {\vec {\mathbf {u} }}}.
Pri tem je {\displaystyle {\vec {\mathbf {u} }}} podana le, če so snovi nedisperzivne in enolične, oziroma, če lahko konstitutivni zvezi zapišemo kot:
{\displaystyle {\vec {\mathbf {D} }}=\epsilon {\vec {\mathbf {E} }},\;\;\;{\vec {\mathbf {H} }}={\vec {\mathbf {B} }}/\mu \!\,}
kjer sta ε in μ konstanti (odvisni od snovi skozi katero teče energija), dielektričnost in magnetna permeabilnost snovi.
To praktično omejuje Poyntingov izrek v tej obliki za polja v praznem prostoru. Posplošitev za disipativne snovi je možna pod določenimi pogoji za ceno dodatnih členov in izgubo njihovih jasnih fizikalnih interpretacij.
Poyntingov vektor se običajno interpretira kot energijski tok, kar strogo gledano pravilno le za elektromagnetno valovanje. V splošnem primeru se kot količina pojavlja kot divergenca, kar pomeni, da lahko opiše le spremembo gostote energijskega toka v prostoru, ne pa tudi energijski tok.

## Formulacija s členi mikroskopskih polj
V nekaterim primerih je ustrezneje definirati Poyntingov vektor {\displaystyle {\mathcal {P}}} kot:
{\displaystyle {\vec {\mathcal {P}}}={\frac {1}{\mu _{0}}}{\vec {\mathbf {E} }}\times {\vec {\mathbf {B} }}\!\,,}
kjer je {\displaystyle \mu _{0}} indukcijska konstanta. Lahko se izvede neposredno iz Maxwellovih enačb s skupnim nabojem in tokom, ter zakonom o Lorentzevi sili.
Odgovarjajoča oblika Poyntingovega izreka je:
{\displaystyle {\frac {\partial u}{\partial t}}+\nabla \cdot {\vec {\mathcal {P}}}=-{\vec {\mathbf {j} }}\cdot {\vec {\mathbf {E} }}\!\,,}
kjer je {\displaystyle {\vec {\mathbf {j} }}} skupna gostota električnega polja in elektromagnetna gostota energijskega toka {\displaystyle u\!\,}:
{\displaystyle u={\frac {1}{2}}\left(\varepsilon _{0}{\vec {\mathbf {E} }}^{2}+{\frac {{\vec {\mathbf {B} }}^{2}}{\mu _{0}}}\right)\!\,,}
kjer je {\displaystyle \varepsilon _{0}\!\,} influenčna konstanta.
Obe definiciji Poyntingovega vektorja sta enakovredni v vakuumu in nemagnetnih snoveh, kjer je {\displaystyle {\vec {\mathbf {B} }}=\mu _{0}{\vec {\mathbf {H} }}}. V vseh drugih primerih se razlikujeta za {\displaystyle {\vec {\mathcal {P}}}=1/\mu _{0}{\vec {\mathbf {E} }}\times {\vec {\mathbf {B} }}}, odgovarjajoče gostote {\displaystyle u} pa so le sevajoče, saj disipacijski člen {\displaystyle -{\vec {\mathbf {j} }}\cdot {\vec {\mathbf {E} }}} pokriva celotni tok. V definiciji s {\displaystyle {\vec {\mathbf {H} }}} so prispevki od mejnih tokov, ki potem manjkajo v disipacijskem členu.
Ker sta v izpeljavi {\displaystyle {\vec {\mathcal {P}}}=1/\mu _{0}{\vec {\mathbf {E} }}\times {\vec {\mathbf {B} }}} potrebni le mikroskopski polji {\displaystyle {\vec {\mathbf {E} }}} in {\displaystyle {\vec {\mathbf {B} }}}, se lahko popolnoma ognemo privzetku o prisotnosti poljubne snovi, tako da Poyntingov vektor in tudi tako definiran izrek veljata v splošnem -  v vakuumu in v vsakršni snovi. To še posebej velja za elektromagnetno gostoto energijskega toka v nasprotju z zgornjim primerom.